# Teodor Paleolog (sin Mihaela VIII.)
Teodor Komnen Paleolog (Θεόδωρος Κομνηνός Παλαιολόγος) bio je bizantski princ iz moćne dinastije Paleolog.
Rođen je oko 1263. Njegov otac bio je car Mihael VIII. Paleolog, prvi car Paleolog. Teodora, čije ime znači "Božji dar", rodila je carica Teodora Duka Vatac.
Teodorov stariji brat bio je car Andronik II. Paleolog, a rođakinja mu je bila imenjakinja Teodora Paleolog Synadene te je Teodor preko nje bio povezan s obitelji Anđeo, s kojom je bio povezan i rođenjem. Bio je povezan i s obiteljima Duka i Komnen.
Bio je rođak srpske kraljice Teodore Smilec i cara Srba i Grka Dušana Silnog.
Budući da je bio povezan s mnogim plemićima, htio je učvrstiti veze i oženiti plemkinju koja je bila kći njegovog imenjaka Teodora Mouzalona, ali je ipak oženio kćer Libadariosa. 
Godine 1295. je bio u Efezu. Umro je nakon 1310.